# Burgstall Inn
Der Burgstall Inn lag südwestlich der Gemeinde Meggenhofen im Ortsteil Inn am Innbach im Bezirk Grieskirchen von Oberösterreich; er ist neben dem Burgstall Gugerell und dem Burgstall Meggenhofen einer der drei ehemals adeligen Ansitze im heutigen Gemeindegebiet von Meggenhofen. 

## Geschichte
Der Burgstall wird 1195 mit Ernst de Inne erstmals erwähnt. Er soll der erste  Sitz der Innerseer gewesen sein. 1286 wird Hans der Innerseer genannt. Die Inhaber waren bis 1329 Dienstleute des  Hochstifts Passau. Der letzte Innerseer war Max Hektor und lebte um 1640. Die Grablege der Innerseer ist in der Gemeinde Rottenbach (Oberösterreich). 

## Burgstall Inn heute
Zu Beginn des 18. Jahrhunderts sollen noch Mauern gestanden haben. An der vermutbaren Stelle des Burgstalls steht heute ein Bauernhaus; von dem ehemaligen Burgstall ist nichts mehr zu finden. 